# إكيليل غصيناتي
إكيليل غصيناتي (الاسم العلمي:Coronilla viminalis) هي نوع من النباتات يتبع جنس الإكيليل من الفصيلة البقولية.